# United Democratic Front (Sydafrika)
United Democratic Front (UDF) var en motståndsrörelse mot apartheid i Sydafrika på 1980-talet. 
Efter att African National Congress (ANC) blivit förbjudet och alla människor som öppet visade sitt stöd till ANC blev fängslade eller dödade, öppnades vägen för andra motståndsrörelsers bildanden. En av de största kom att bli UDF (United Democratic Front). Syftet för UDF var att samordna och ena apartheidmotståndet över klass- och rasgränserna och därigenom effektivare sätta käppar i hjulet för regimens rasåtskillnadspolitik. UDF var en öppen tillfällig organisation i väntan på att förbudet mot ANC skulle upphävas.